# Ochrilidia
Ochrilidia Stål, 1873 è un genere di insetti ortotteri  della famiglia Acrididae.

## Distribuzione e habitat

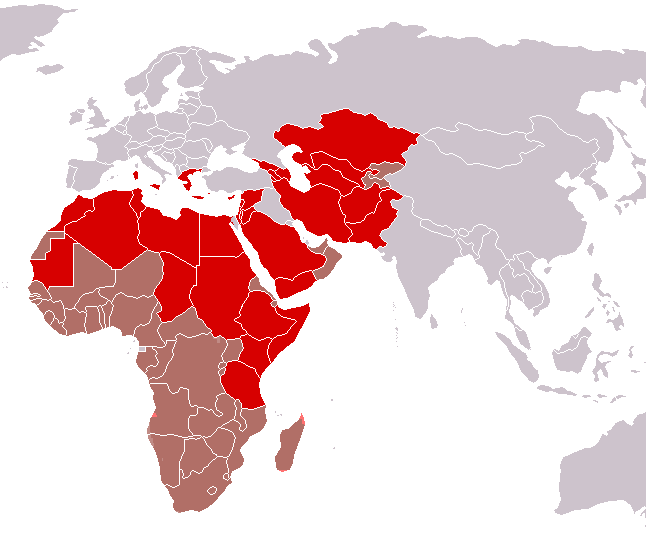
Areale del genere Ochrilidia

Il genere è prevalentemente diffuso in Africa e Medio Oriente.
Uniche specie relitte presenti in Europa sono O. sicula, endemismo della Sicilia, O. nuragica endemismo della Sardegna  e O. tibialis, endemismo greco.
Comprende specie termofile che prediligono habitat sabbiosi con vegetazione alofita.

## Tassonomia
- Ochrilidia ahmadi Wagan & Baloch, 2001
- Ochrilidia albrechti Jago, 1977
- Ochrilidia alshatiensisUsmani & Ajaili, 1991
- Ochrilidia beybienkoi Cejchan, 1969
- Ochrilidia cretacea (Bolívar, 1914)
- Ochrilidia curta Bei-Bienko, 1960
- Ochrilidia filicornis (Krauss, 1902)
- Ochrilidia geniculata (Bolívar, 1913)
- Ochrilidia gracilis (Krauss, 1902)
- Ochrilidia harterti (Bolívar, 1913)
- Ochrilidia intermedia (Bolívar, 1908)
- Ochrilidia johnstoni (Salfi, 1931)
- Ochrilidia marmorata Uvarov, 1952
- Ochrilidia martini (Bolívar, 1908)
- Ochrilidia mistshenkoi (Bei-Bienko, 1936)
- Ochrilidia nubica (Werner, 1913)
- Ochrilidia nuragica Massa, 1994
- Ochrilidia obsoleta (Uvarov, 1936)
- Ochrilidia orientalis Salfi, 1931
- Ochrilidia pachypes Chopard, 1950
- Ochrilidia pasquieri Descamps, 1968
- Ochrilidia persica (Salfi, 1931)
- Ochrilidia popovi Jago, 1977
- Ochrilidia pruinosa Brunner von Wattenwyl, 1882
- Ochrilidia richteri Bei-Bienko, 1960
- Ochrilidia sicula (Salfi, 1931)
- Ochrilidia socotrae Massa, 2009
- Ochrilidia surcoufi (Chopard, 1937)
- Ochrilidia tibialis (Fieber, 1853)
- Ochrilidia tryxalicera Stål, 1873
- Ochrilidia turanica (Bei-Bienko, 1936)